# Katholische Pfarrkirche Deutsch Jahrndorf

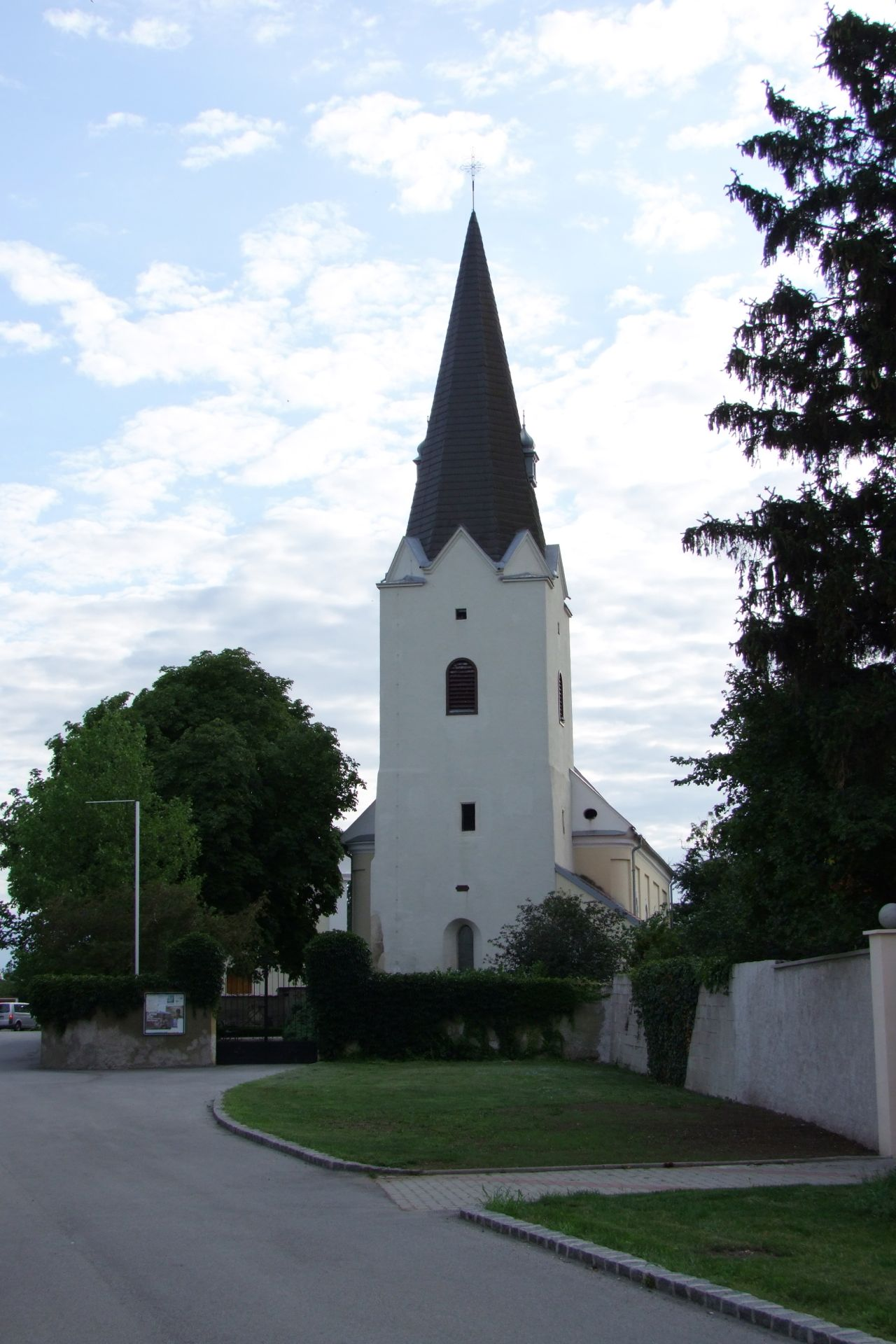
Kath. Pfarrkirche hl. Bartholomäus in Deutsch Jahrndorf

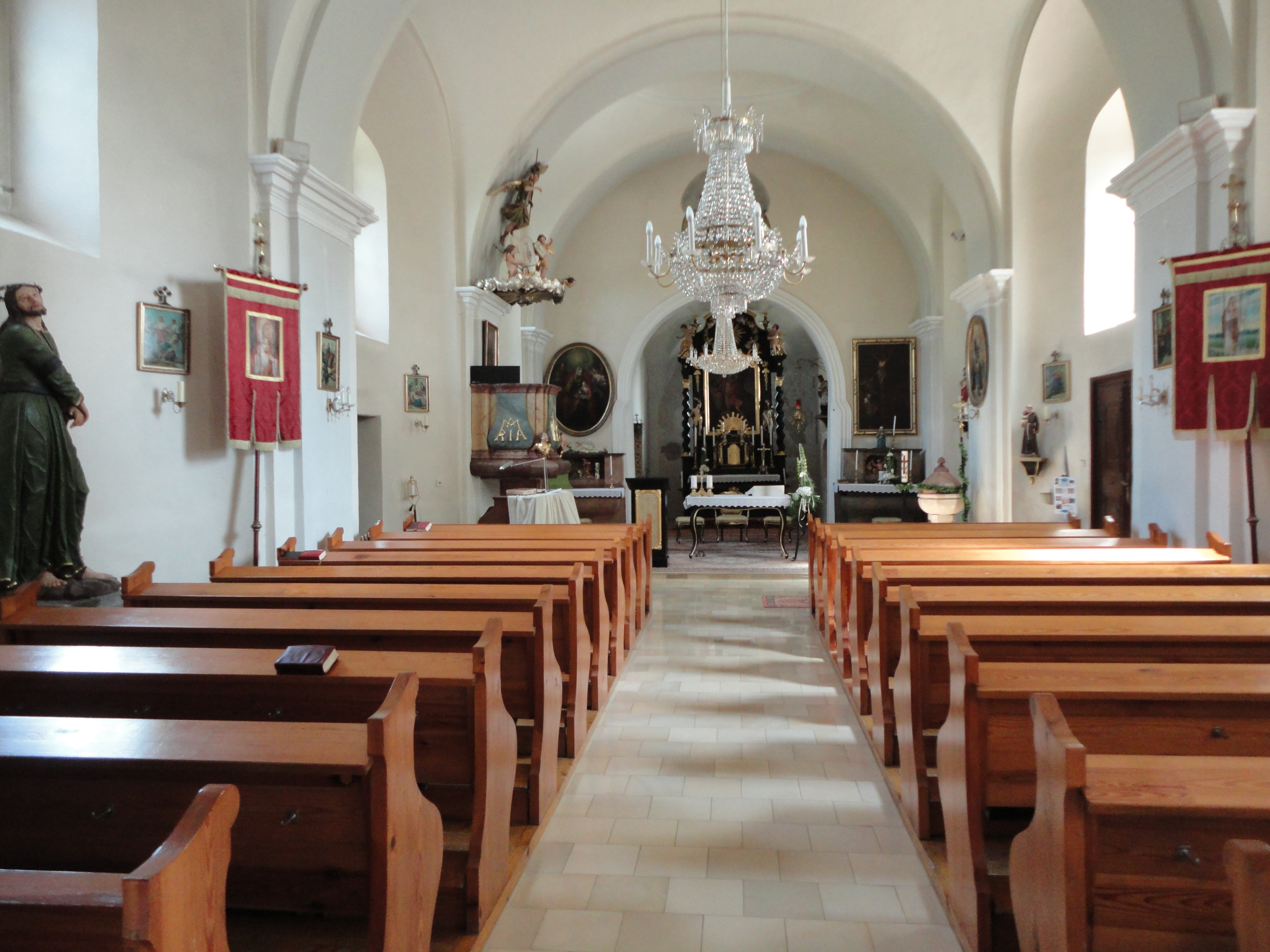
Innenansicht

Die römisch-katholische Pfarrkirche Deutsch Jahrndorf steht im Ortszentrum der Gemeinde Deutsch Jahrndorf im Bezirk Neusiedl am See im Burgenland. Sie ist dem heiligen Bartholomäus geweiht und gehört zum Dekanat Neusiedl am See in der Diözese Eisenstadt. Das Bauwerk steht unter Denkmalschutz. Die Kirche ist das östlichst gelegene römisch-katholische Kirchengebäude im geschlossenen deutschen Sprachraum.

## Geschichte
Die Pfarre wurde bereits im Mittelalter gegründet. Die Kirche war zeitweise protestantisch. Die römisch-katholische Pfarre wurde 1738 wiedererrichtet. Die Kirche wurde in den Jahren 1975 bis 1979 restauriert.

## Kirchenbau
Kirchenäußeres
Über dem geosteten quadratischen romanischen Chor ist ein massiver Kirchturm mit gotischen Erhöhungen und Viereckluken. Der Helm wurde 1975 nach einem Brand neu gedeckt. Die Fenster im Chor sind spitzbogig. Die Ecken des Langhauses sind abgerundet. Die Fassade ist durch Lisenen gegliedert. Die Grabsteine an der südlichen Kirchturmmauer stammen aus dem zweiten Viertel des 18. Jahrhunderts: Simon Weihdrit († 1741) sowie zwei Steine mit Herzkartusche von 17.. und 1726.
Kircheninneres
Das Kirchenschiff ist vierjochig. Drei davon sind Platzlgewölbe, eines ist unter einer Quertonne. Dazwischen sind Gurtbögen, die auf Pilastern ruhen. Die Jochseitenwände sind zu tiefen Nischen gewölbt. Die Empore ruht auf Holzstützen. Ein breiter rundbogiger Triumphbogen trennt den Chor vom Kirchenschiff. Über dem Chor ist ein mittelalterliches Kreuzrippengewölbe, wobei die Rippen abgearbeitet sind.

## Ausstattung
Der Hochaltar ist ein barocker Säulenaltar mit geschweiftem Aufsatz. Die beiden Holzstatuen aus dem dritten Viertel des 18. Jahrhunderts stellen den heiligen Johannes Nepomuk sowie den heiligen Rochus von Montpellier dar. Auf dem neueren Altarbild ist das „Martyrium des heiligen Bartholomäus“ dargestellt. Beim linken Seitenaltar ist über der Predella eine Nische mit Figuren der büßenden Magdalena und des heiligen Sebastian aus dem dritten Viertel des 18. Jahrhunderts. Der rechte Seitenaltar vom Ende des 18. Jahrhunderts weist eine Predella mit Relief der „armen Seelen im Fegefeuer“ auf und auf dem Sprenggiebel sind Putten.
Die Kanzel ist mit plastischen Putten aus dem 18. Jahrhundert geschmückt. Auf der linken Seite des Kirchenschiffes steht eine Stuckfigur des heiligen Koloman aus dem dritten Viertel des 18. Jahrhunderts. Am dritten Jochpfeiler auf der rechten Seite hängt ein barockes Allerheiligenbild aus dem 18. Jahrhundert.
Die Orgel aus 1854 wurde von Carl Hesse mit 10 Registern errichtet.

## Kriegergedächtniskapelle
Am alten Friedhof, östlich neben der Kirche, steht eine kleine Kapelle. Es handelt sich um einen kleinen neueren Giebelbau. Im Inneren ist eine barocke Pietà aus Stein aus dem 18. Jahrhundert.